# The String Cheese Incident

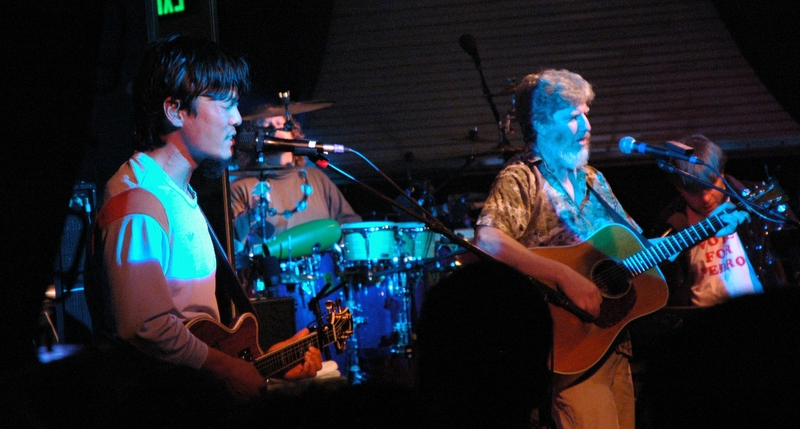
The String Cheese Incident

Gli String Cheese Incident (SCI) sono un gruppo jam-pop rock di Crested Butte e Telluride, Colorado formatasi nel 1993. Il gruppo è composto da Michael Kang (mandolino acustico ed elettrico, chitarra elettrica e violino), Michael Travis (batteria e percussioni), Bill Nershi (chitarra acustica, lap steel guitar e chitarra slide elettrica), Kyle Hollingsworth (pianoforte, organo, Fender Rhodes e fisarmonica), e Keith Moseley (basso elettrico). Nel 2006 si è aggiunto Jason Hann come percussionista ausiliario. L'origine del nome del gruppo è sconosciuta.
La loro musica si caratterizza per gli elementi sonori bluegrass, rock, calypso, country, funk, jazz, di Musica latina, reggae e psichedelica. Tutti i membri  partecipano alla scrittura delle canzoni originali e cantano. Nershi ha comunque scritto la maggior parte delle canzoni originali del gruppo.

## Storia del gruppo

### 1996 - 2001
Dopo alcuni anni di esibizioni in stazioni sciistiche locali e feste private, il gruppo formò la propria etichetta discografica indipendente, la "SCI Fidelity", e pubblicarono il loro primo album, "Born on the Wrong Planet" composto da musiche originali loro e canzoni di altri gruppi famosi. L'album contiene musica melodica e molta improvvisazione. Musica strumentale e canzoni non originali costituiscono la metà del disco. Molte canzoni tratte dal primo album sono ancora spesso suonate dal gruppo, tra cui "Black Clouds", "Land's End", "Texas" e "Jellyfish".
Meno di un anno più tardi, gli SCI pubblicano una raccolta di dieci brani, tra cui "Land's End", ed un loro album dal vivo "String Cheese Incident", registrato al Fox Theatre di Boulder, Colorado, al concerto prese parte anche il pianista Kyle Hollingsworth (che non era ancora parte del gruppo durante la registrazione di Born on the Wrong Planet). Nonostante il disco contenga solo dieci brani, l'album ha una durata di 72 minuti. Da qui si capisce la loro propensione per le Jam session. L'album è considerato il miglior disco per chi vuole cominciare a conoscere il suono dal vivo del gruppo.
"Round the Wheel", pubblicato nel 1998, raffina il suono del gruppo e visualizza un marcato aumento di maturità musicale e lirica. Al gruppo si aggiunse non ufficialmente Paul McCandless al Sassofono soprano e tenore e Tony Furtado al banjo. Il gruppo però faticava a farsi conoscere al grande pubblico, non riuscendo ad aumentare il livello di notorietà che avrebbe raggiunto nel prossimo millennio. Dal 1998 al 2001  gli SCI fecero il giro del paese in modo approfondito e costante, producendo più di  500 "Avvenimenti" in centinaia di città.
Nel 2001, con l'aiuto del produttore dei Los Lobos, Steve Berlin, pubblicarono il loro terzo album in studio, "Outside Inside". Questo album segna il passaggio dal suono bluegrass tradizionale del gruppo ad un suono rock più standard, rendendo così l'album più accessibile ad un pubblico più vasto. Il gruppo comunque non abbandonò completamente le sue radici bluegrass, cimentandosi dal vivo con canzoni brevi come "Up the Canyon" che è diventata una delle canzoni favorite insieme a "Rollover", "Close Your Eyes, "ed altre.

### 2003 – 2006
Nel mese di ottobre 2003, gli SCI (String Cheese Incident) hanno pubblicato il loro quarto album in studio, "Untying the Not". L'album si scosta molto  dalle precedenti sonorità rock e bluegrass.  Pesante è stata l'influenza del produttore Martin "Youth" Glover, ex del gruppo dei Killing Joke. Untying the Not  è molto più scuro dei precedenti lavori del gruppo in studio,  allegria e tonalità minori hanno lasciato il posto a temi come la morte, che sono evidenti nelle tracce "Elijah" e "Sirens". Viene mostrata  anche la recente abitudine del gruppo di introdurre elementi techno e trance nei loro lavori, come ad esempio sul pezzo intitolato "Valley of the Jig", che è una fusione di techno e stile bluegrass.
Nell'estate del 2004, la band è stata invitata a partecipare ad un festival musicale (Lollapalooza Festival) con gruppi Heavy metal, Rock alternativo, Hip hop, Punk rock, festival a cui hanno partecipato gruppi come Red Hot Chili Peppers e Pearl Jam.
Tuttavia, a causa della scarsa vendita di biglietti e la mancanza di entusiasmo, il festival è stato annullato e il loro tour estivo è stato re-indirizzato.
Nel 2004, al gruppo si è aggiunto il percussionista Jason Hann.
Nel giugno 2005, il gruppo ha pubblicato il quinto album in studio, One Step Closer, contenente tredici brani originali ai cui testi hanno collaborato anche cantanti esterni. L'album è stato prodotto da Malcolm Burn e registrato in studio a Boulder, Colorado, dove ha sede la band. One Step Closer è stato un ritorno alle radici della musica del gruppo. Il lavoro ricorda l'album "String Cheese Incident", pur mantenendo alcune delle tonalità pop del precedente album di studio.
Attraverso la Madison House Inc., società che gestisce e produce festival, tours e quant'altro, nel 2005  il gruppo  ha organizzato 'Big Summer Classic', un tour-festival itinerante attraverso gli Stati Uniti. Al festival hanno partecipato parecchi artisti come gli Umphrey's McGee, New Monsoon, Yonder Mountain String Band, Michael Franti & Spearhead, e Keller Williams. La "carovana" ha sempre suonato in luoghi all'aperto di medie dimensioni, come parchi  e stadi di baseball.
Nel 2005 gli SCI sono tornati alle proprie radici, suonando in festival estivi minori e locali più piccoli, annunciando ai loro fan che il gruppo avrebbe preso una pausa dai tour all'inizio del 2006. 
Hanno ripreso a suonare nell'estate dello stesso anno, facendo registrare un "tutto esaurito" nello spettacolo di due notti tenutosi al Red Rocks a Morrison, Colorado, ed al "10.000 Lake Music Festival" in Minnesota, in cui partecipò anche Keller Williams. 
Durante gli spettacoli con Keller Williams, il gruppo si riferiva a se stesso come "Keller Williams Incident".
Il 3 novembre 2006, è stato annunciato sul sito della band che, dopo l'estate del 2007, Billy Nershi avrebbe lasciato gli String Cheese Incident per perseguire altri progetti musicali

### 2007
La band ha annunciato vari concerti per il 2007, compreso il loro annuale Winter Carnival, di Denver e Vail, Colorado, e un'apparizione al Bonnaroo Music Festival ed al "10.000 Lake Music Festival".
Prima della scissione avvenuta a fine 2007 il gruppo fece una serie di spettacoli a New York, San Francisco, Oregon, e conclusero con un ultimo soffio al Red Rocks Amphitheatre nel mese di agosto.
Inoltre il gruppo aveva registrato di nuovo il brano "Close Your Eyes" in Simlish, la lingua nativa di The Sims per essere inserita  nel pacchetto di espansione 5 - Seasons.

### 2008
Tutti i membri dell'ormai ex gruppo erano presenti al Festival di Rothbury esibendosi con i loro rispettivi progetti solisti. La Kyle Hollingsworth Band ha cantato il giovedì, Panjea con Michael Kang, Keller Williams e Keith Moseley il venerdì, e la banda Emmitt-Nershi il sabato.

### 2009
Il 16 marzo 2009 è stato annunciato che gli String Cheese Incident si sarebbero riuniti per il secondo anno consecutivo per il Rothbury Music Festival tenutosi a Rothbury, Michigan.
Questo doveva essere il loro unico show  del 2009. La band ha inoltre svolto senza preavviso, solo su invito, uno spettacolo al Ogden Theater  a Denver il 24 giugno.
Nel mese di ottobre, Michael Travis ha dichiarato al quotidiano Daily Colorado a Boulder, Colorado, che il gruppo si riunirà per preparare degli spettacoli nel prossimo anno.

### 2010
Il 2 febbraio gli String Cheese Incident hanno annunciato sette spettacoli nel periodo estivo - i primi tre sono in un concerto al Red Rocks Amphitheater a Morrison, Colorado, poi un quattro notti al  Horning's Hideout Festival. Le ultime tappe del loro calendario 2010: Venerdì 29 ottobre con i The Disco Biscuits, e un tre notti dal 30 ottobre al Hampton Coliseum a Hampton, Virginia.
Il 20 ottobre Billy Nershi ha annunciato un progetto per la prossima estate presso Rothbury. Un fine settimana con concerti, installazioni d'arte ed altro.

## Discografia

### Album studio
- 1997 - Born on the Wrong Planet
- 1998 - 'Round the Wheel
- 1999 - Breathe, con Keller Williams
- 1999 - Carnival '99
- 2001 - Outside Inside
- 2003 - Untying the Not
- 2005 - One Step Closer
- 2009 - Trick or Treat: Best of The String Cheese Incident

### Album live
- 1997 - A String Cheese Incident
- 2010 - Rhythm of the Road: Volume One - Incident in Atlanta

#### Live series
- 2002-in produzione - On the Road

### Video pubblicati
- 2001 - Pura Vida (VHS)
- 2001 - Evolution (VHS & DVD)
- 2002 - Bonnaroo Live (DVD)
- 2003 - Waiting For the Snow to Fall (DVD)
- 2003 - Live at the Fillmore Auditorium, Denver: 23 marzo 2002 (2 DVD)
- 2005 - The Big Compromise (DVD)
- 2006 - Live from Austin, Texas (DVD)
- 2009 - Live from Rothbury Music Festival 2009 http://www.iclips.net/watch/string-cheese-incident-rothbury-2009 Archiviato il 16 dicembre 2010 in Internet Archive. (2009,in streaming)